# Pentastiridius nigripennis
Pentastiridius nigripennis är en insektsart som först beskrevs av Synave 1960.  Pentastiridius nigripennis ingår i släktet Pentastiridius och familjen kilstritar. Inga underarter finns listade i Catalogue of Life.